# Trolejbusy w Starej Zagorze
Trolejbusy w Starej Zagorze − system komunikacji trolejbusowej działający w bułgarskim mieście Stara Zagora.
Trolejbusy w Starej Zagorze uruchomiono we wrześniu 1988.

## Linie
W Starej Zagorze istnieją 4 linie trolejbusowe.

## Tabor
Do obsługi sieci wykorzystuje się 22 trolejbusy:
- Škoda 26Tr Solaris − 8 trolejbusów
- Solaris Trollino 12S − 14 trolejbusów